# Burg Schildberg (Lügde)
Die Burg Schildberg oder Schildburg ist eine abgegangene Spornburg bei 250 bis 255 Meter über NN Höhe auf dem Schildberg westlich der Stadt Lügde im Kreis Lippe in Nordrhein-Westfalen. Von der Burg sind nur noch wenige als Bodendenkmal geschützte Überreste erhalten.

## Beschreibung
Die Burg Schildberg bestand aus einem etwa 0,15 ha großen inneren Burghof, der von einem 4–6 m tiefen und 6–10 m breiten Graben umgeben war.  Der Zugang erfolgte wahrscheinlich über eine Holzbrücke, die durch ein Torhaus und einem vorgelagerten Wall zusätzlich gesichert wurde.
Weite Flächen des Burgareals sind heute durch Steinbrüche zerstört. Einige Grabenprofile und geringe Teile der Innenfläche sind erhalten.
Durch das Lippische Landesmuseum wurden im Jahre 2017 archäologische Untersuchungen auf dem Schildberg durchgeführt. Nach ersten Befunden bestand die Bebauung der Burg aus Fachwerkgebäuden, die zu einem bisher unbestimmten Zeitpunkt niederbrannten. In einem untersuchten Keller fanden sich Teile der verbrannten Holzkonstruktion und mehrere Scherben von Kochgefäßen.
Außerdem fanden sich ein Kalkofen und Scherben aus dem 10. Jahrhundert. Die wenigen bisher gemachten Funde lassen nur eine grobe Datierung in das Hochmittelalter, etwa Mitte des 11. bis zur Mitte des 13. Jahrhunderts zu.

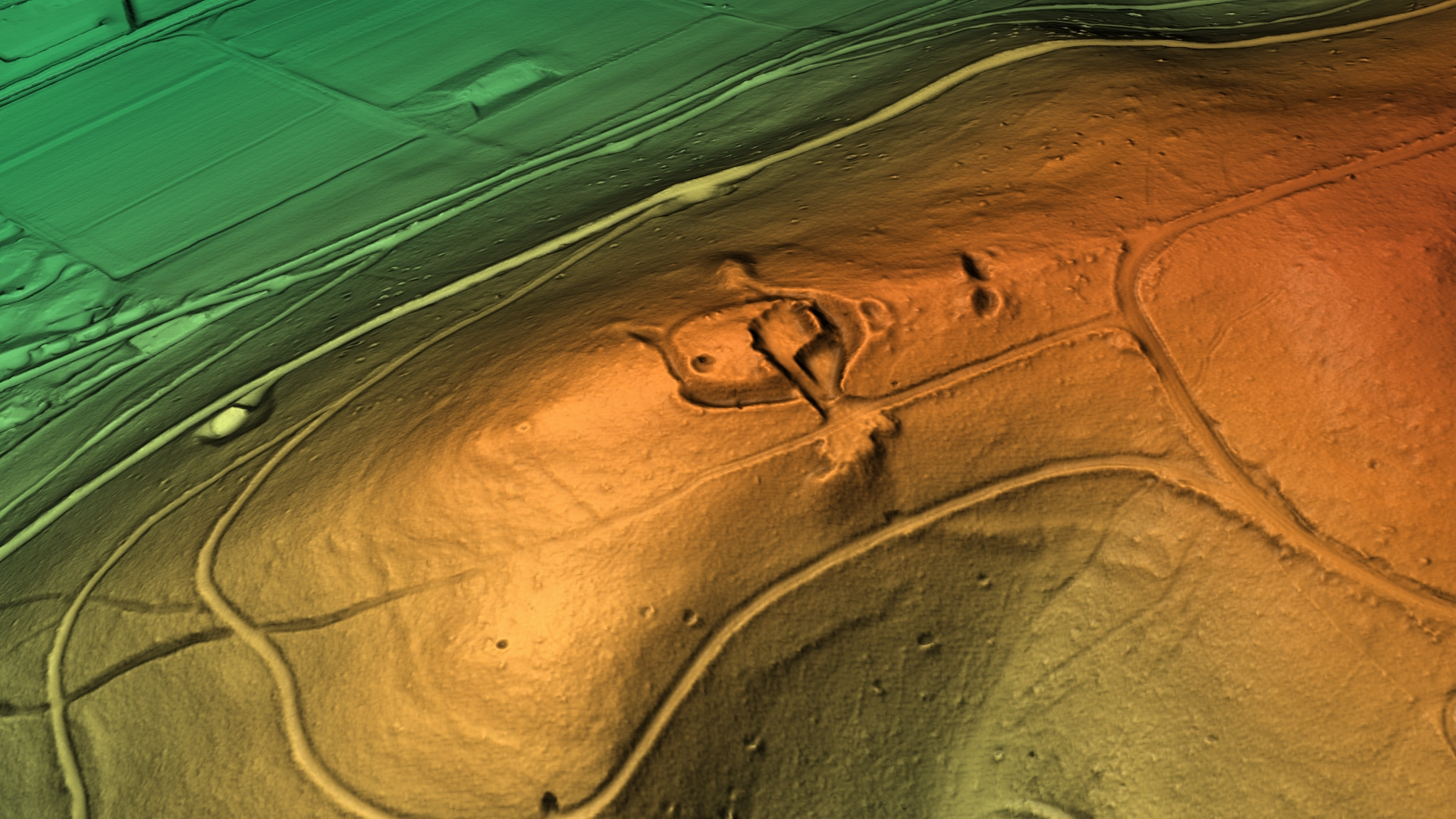
3D-Ansicht des digitalen Geländemodells
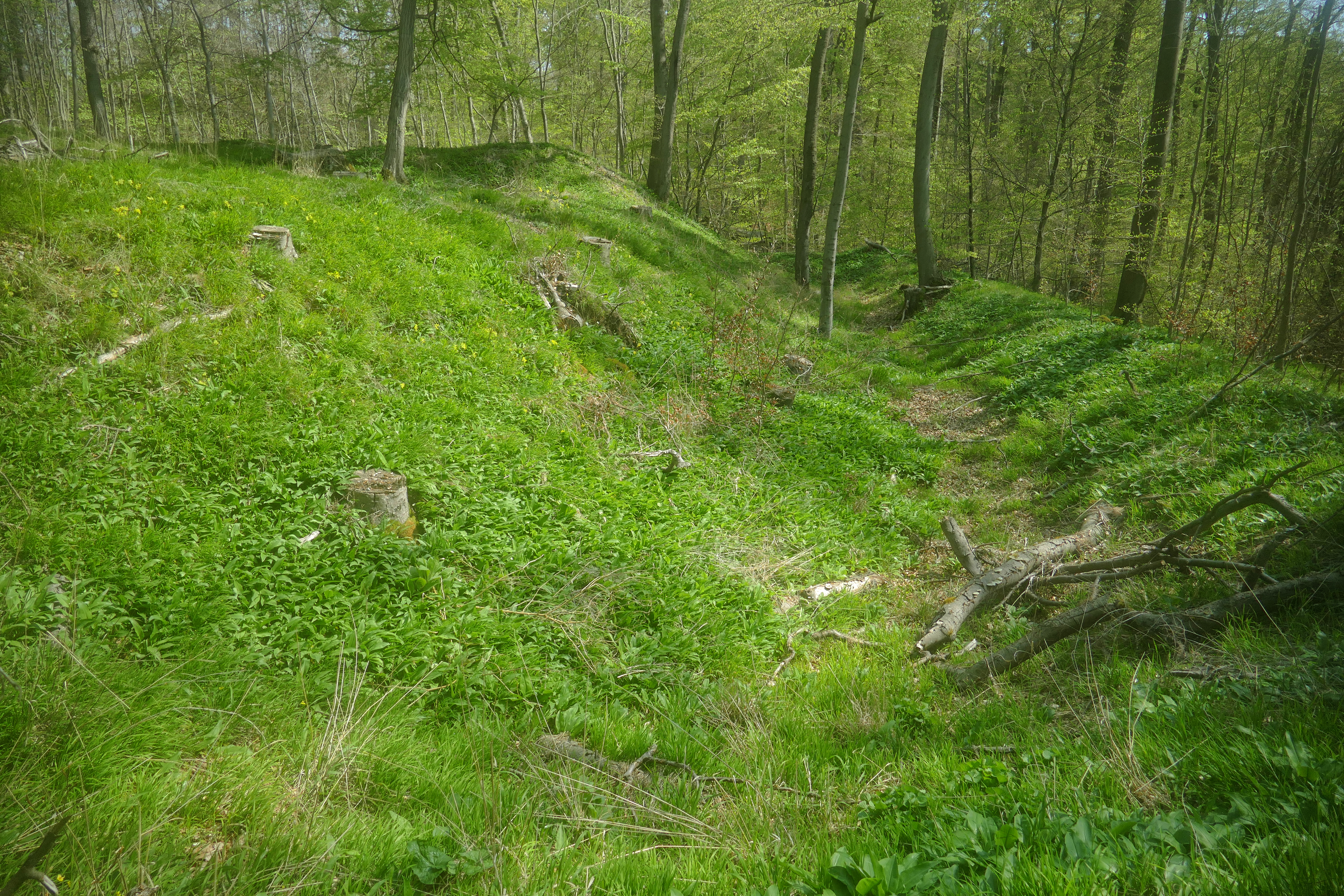
Burgwall mit Graben